# 최재원 (프로게이머)
최재원(1989년 8월 29일 ~ )은 대한민국의 전직 스타크래프트 II 프로게이머, 프로게임단 코치이다. Crank라는 아이디를 사용하며, 종족은 프로토스이다.
2008년 상반기 드래프트에서 STX SouL의 추천선수로 입단하였다.
2008년 9월 25일 SK텔레콤 T1으로 이적했다.
이후 스타크래프트 II 게이머로 전향, SlayerS에 입단하였다.
2012년 SlayerS에서 나왔으며 이후 Axiom에 입단하여 플레잉코치로 2015년까지 활동했다.
2015년 10월 16일 Axiom의 해체 이후 은퇴하였다.

## 주요 성적
- 2008년 제38회 스타크래프트 준프로게이머 선발전 입상
- 2012년 무슈제이 2012 글로벌 스타크래프트 II 리그 시즌 3 Code A 48강
- 2012년 Lone Star Clash 2 3위
- 2013년 2013 WCS 아메리카 시즌 1 프리미어리그 8강
- 2013년 2013 WCS 아메리카 시즌 2 프리미어리그 16강
- 2013년 2013 WCS 아메리카 시즌 2 챌린저리그 16강
- 2013년 2013 DreamHack Open: Bucharest 32강
- 2013년 2013 WCS 아메리카 시즌 3 프리미어리그 16강
- 2013년 2013 WCS 아메리카 시즌 3 챌린저리그 8강
- 2014년 2014 WCS 아메리카 시즌 1 프리미어리그 16강
- 2014년 2014 WCS 아메리카 시즌 2 프리미어리그 32강
- 2014년 32 Boys 1 Cup 8강